# بانسي
بانسي أو بنفسج مثلث الألوان (الاسم العلمي: Viola ×wittrockiana) هو نوع من جنس بنفسج.

## اسمها وخواصها
الزهرة الثلاثية أو زهرة الثالوث؛ هو الاسم العربي للبانسي أو البانسيه؛ وهي زهرة للزينة تنحدر من عائلة البنفسج؛ تتميز بشكلها الطريف الذي يشبه وجه الإنسان أو القطة الصغيرة. وتتميز زهرة الثالوث ببتلاتها الثلاثة التي أخذت منها اسمها؛ وهي ذات ألوان متعددة منها الوردي والبنفسجي والأصفر والأحمر والأبيض والأزرق الباهت والكحلي الداكن، ... وألوان أخرى. تعد زهرة الثالوث رمزا للحكمة؛ فاسمها الإنجليزي بانسي مأخوذ من الكلمة الفرنسية بانسيه وهي تعني «التفكير». زهرة الثالوث اليوم من أكثر زهور الزينة في الحدائق العامة والخاصة في مختلف مناطق العالم؛ وهي تعيش في الغالب عامين؛ أي أنها من النباتات الموسمية؛ وتنمو في المناخات الباردة والمعتدلة. وتزهر الثلاثية في العام الثاني من عمرها؛ وان كان المهجنون قد جعلوها تزهر في عامها الأول بل بعد أشهر قليلة من غرسها. وتتميز زهرة الثالوث بقوة التحمل لمختلف ظروف الطبيعة القاسية؛ وقدرتها على التشكل حسب مزاج المُهجن؛ مما جعل منها الزهرة المحببة للعديد من المهجنين والعاملين في الحقول.